# Armeni
Armenii (în armeană Հայեր, transliterat hayer) sunt un popor, locuitorii nativi ai Armeniei, regiunii autonome nerecunoscute Nagorno-Karabah din componența Azerbaidjanului, precum și a unor regiuni limitrofe în Georgia și Iran. În urma emigrației, importante comunități armenești s-au stabilit în Rusia (1.18 - 2.5 mil.), Franța, Statele Unite, Siria, Argentina, Liban, Ucraina, de asemenea în România, la recensământul populației din 2002 armeni s-au declarat 1.780 de persoane, iar în Republica Moldova, potrivit ultimului recensământ sovietic erau 2.873 de armeni. Populația mondială a armenilor este cifrată la 10 - 12 milioane de persoane.
Vorbesc în limba armeană, care este o ramură componentă a familiei de limbi indo-europene. Religia predominantă a armenilor este Creștinismul (Biserica Apostolică Armeană). De remarcat faptul că Armenia a fost prima entitate statală care a adoptat Creștinismul ca religie oficială în anul 301.

## Vezi și
- Armenii din România